# Domamil
Domamil är en ort i Tjeckien.   Den ligger i regionen Vysočina, i den centrala delen av landet, 150 km sydost om huvudstaden Prag. Domamil ligger 497 meter över havet och antalet invånare är 283.
Terrängen runt Domamil är lite kuperad. Runt Domamil är det ganska tätbefolkat, med 129 invånare per kvadratkilometer. Närmaste större samhälle är Třebíč, 19,9 km nordost om Domamil. Trakten runt Domamil består till största delen av jordbruksmark.